# Room Service (album av Bryan Adams)
Room Service är ett musikalbum av Bryan Adams, släppt 19 oktober 2004.

## Låtlista
1. "East Side Story" (With Chicane) – 4:45
2. "This Side of Paradise" – 3:50
3. "Not Romeo Not Juliet" – 3:37
4. "Flying" – 4:04
5. "She's a Little Too Good for Me" – 2:37
6. "Open Road" – 3:35
7. "Room Service" – 2:53
8. "I Was Only Dreamin'" – 2:30
9. "Right Back Where I Started" – 3:41
10. "Nowhere Fast" – 3:48
11. "Why Do You Have to Be So Hard to Love" – 2:58
12. "Blessing in Disguise" – 3:00 (UK, Japan)

## Medverkande
- Bryan Adams - gitarr, sång
- Keith Scott - leadguitar
- Mickey Curry - trummor
- Norm Fisher - bas
- Gary Breit - keyboards